# 黒亭

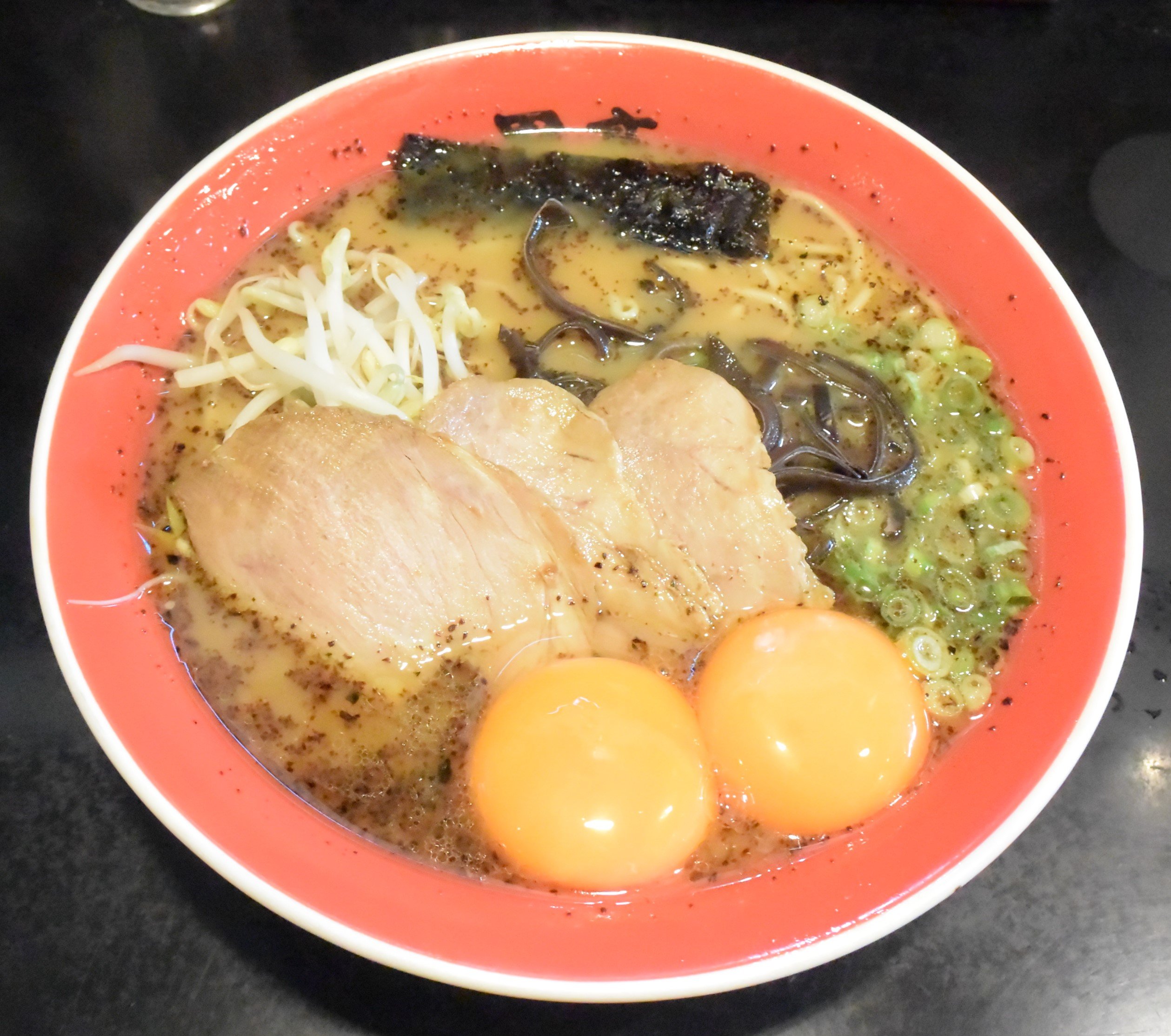
黒亭・玉子入りラーメン

黒亭（こくてい）は、有限会社黒亭が運営する熊本ラーメン専門店。1957年創業:5。1992年12月有限会社黒亭設立。代表取締役は平林京子。

## 沿革
1957年に熊本県熊本市二本木で、平林武良（初代）・平林絹子夫妻により創業。
店名は、抽象画を主とする画家を志す武良の好きな絵の具の色である「黒」に由来。ラーメン作りは、「こむらさき」の山中安敏に技術支援を受ける。
1970年に絹子が二代目として店を切り盛りを始める。
2006年に現在の場所 に移転。
2008年に平林京子が三代目に就任:47。
2016年から「春の九州物産大会」（阪急うめだ本店） などの催事やイベントに参加を始める。
- 催事としては、2017年「全国うまいもの味めぐり」（いよてつ高島屋）、2018年「大九州・沖縄展」（ジェイアール名古屋タカシマヤ）など[3][注 3]などに参加。
- イベントとしては、「くまもとラーメン祭」（2011年2月など）[16]、「とんこつラーメン誕生祭」（2017年10月）[17]、「ふくしまラーメンショー2019」（2019年4月）[18] などに参加。

「東京ラーメンショー」には2017年、2018年、2019年 に参加。2018年に「ザ・仕事人エクセレントアワード第2幕最優秀賞」を受賞。
2017年5月に2号店として下通店 をオープン。2019年9月に桜町熊本城前店、同年9月にゆめタウン光の森店 をオープン。

## 商標
「黒亭」は、商標登録されている。

## 特徴
- タレは自家製[2]:5[30]:115。「豚頭骨」のみ[2]:5[11]:47を炊き出した風味たっぷりの柔らくてコク[31]:242のあるスープに、香ばしいマー油（にんにく油）[注 4]が混ざり合う熊本ラーメンである[32]:78[注 5]。

中太ストレート:46の自家製麺:78。石臼挽きの小麦粉を織り交ぜて作る（麺に卵成分は入っていない:115）。
具材は、九州産の豚肉を使用した大ぶりチャーシュー、海苔、ネギ、キクラゲ:46など。
チャーシューを自家製のタレで煮込みそぼろ状にした「豚そぼろ丼」などが提供されている:47。

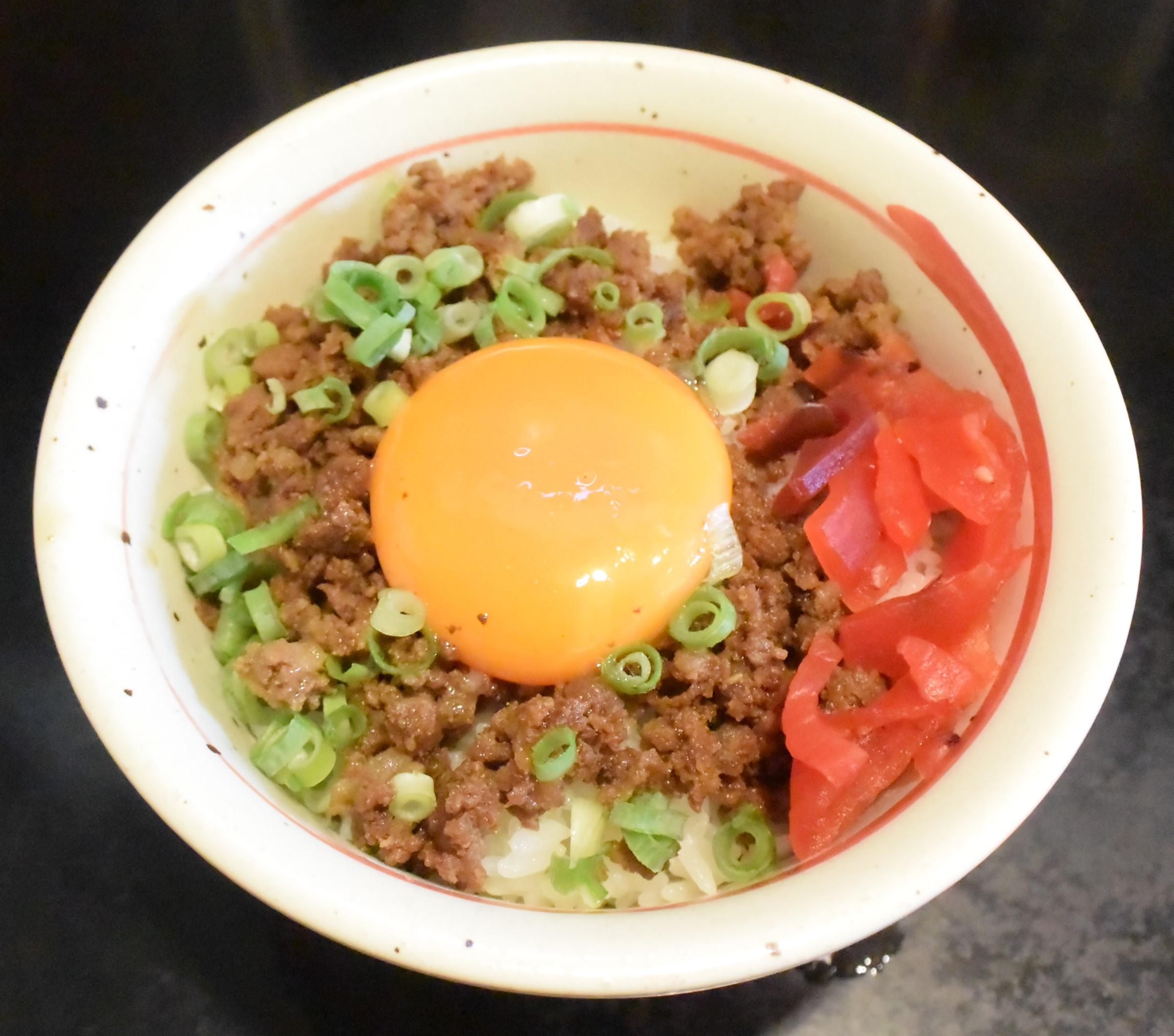
黒亭・豚そぼろ丼＋玉子

- NewDaysとコラボして黒亭監修のおにぎり[37] が、黒亭監修のカップ麺は、2003年から2015年までココストアとエブリワンで、2017年と2020年と2022年に明星食品とのコラボしてファミリーマート限定で発売される[3]。

## その他
のれん分けに黒亭力合店がある。

## メディア
- 2014年7月 - カスぺ！おしろツアーズ[38]
- 2017年10月 - ラーメンWalkerグランプリで都道府県別総合ランキングで2年連続第1位の実績から、殿堂店に認定[39]
- 2017年3月 - 極上！旅のススメ ～今こそ行きたい熊本！うまかモン食べまくり旅！～[40][41]
- 2017年8月 - ザ！世界仰天ニュース[42]
- 2018年9月 - オレンジページでお取り寄せお土産ラーメンが紹介[43]
- 2018年11月 - ZIP!の流行ニュースBOOMERSで東京ラーメンショー2018に参加店舗として紹介される[44]
- 2020年7月 - TABIZINEで【地方の美味を自宅で】熊本県のお取り寄せグルメ5選で紹介[45]
- 2020年8月 - ラーメン大好き小泉さん（第9巻）とお取り寄せラーメン特別コラボ[46][47]
- 2022年3月 - 旅猿（日本テレビ）「鹿児島から熊本へ 白と黒の旅」第６話に登場